# Langelurillus ignorabilis
Langelurillus ignorabilis är en spindelart som beskrevs av Wesolowska, Cumming 2008. Langelurillus ignorabilis ingår i släktet Langelurillus och familjen hoppspindlar. Inga underarter finns listade i Catalogue of Life.